# Otto Hutter

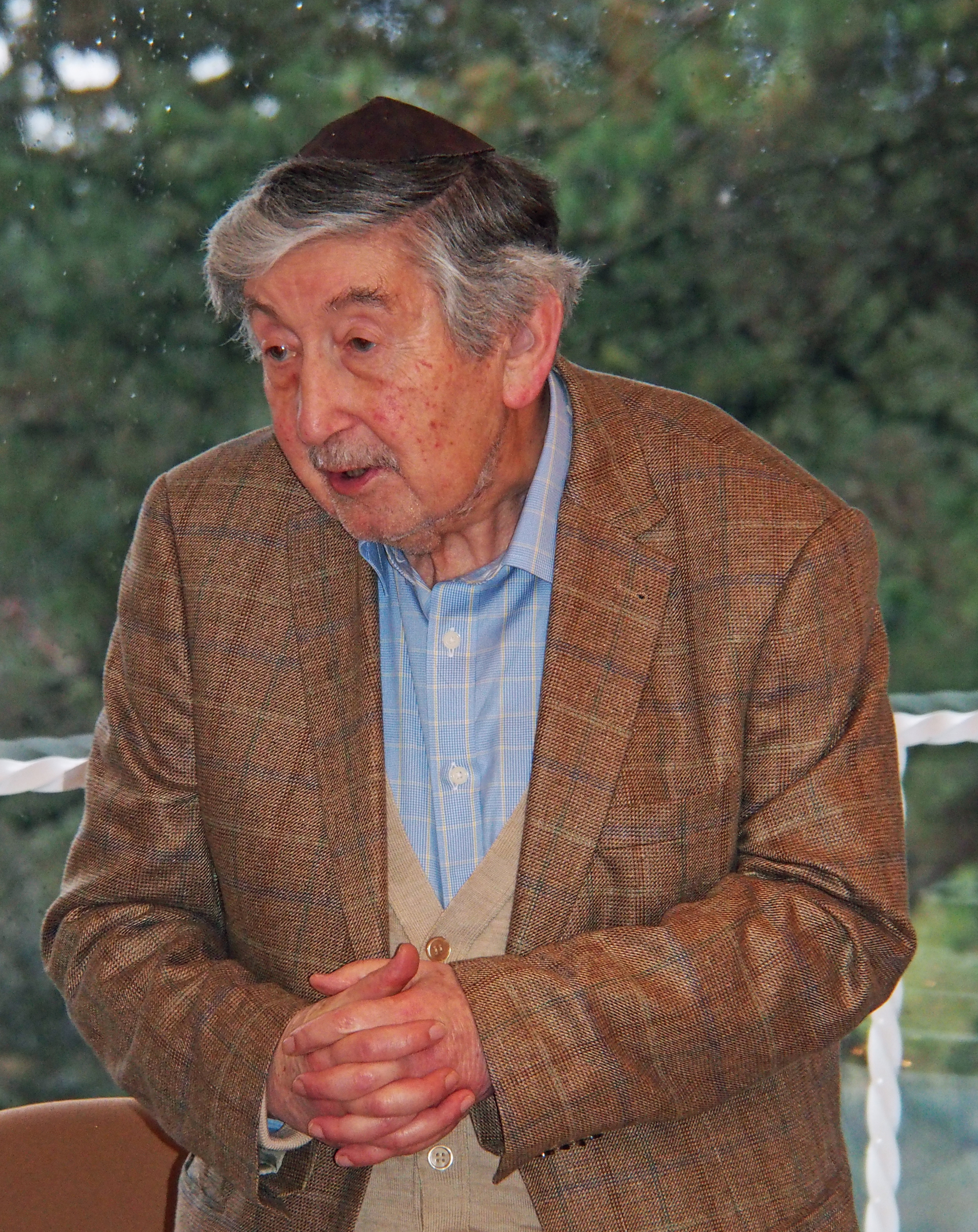
Otto Hutter an seinem 90. Geburtstag

Otto Fred Hutter (* 29. Februar 1924 in Wien; † 22. November 2020 in Bournemouth) war ein österreichisch-britischer Physiologe und Hochschullehrer. In der Nachfolge zu Robert Campbell Garry war Hutter von 1971 bis 1990 sechster Regius Professor of Physiology an der University of Glasgow.

## Leben
Hutter wurde als Sohn von Elisabeth Grünberg aus Wien und Isaac Hutter aus Lwiw in Wien geboren. Isaac war bei Ausbruch des Ersten Weltkriegs Student der Rechtswissenschaften in Wien.  Er trat 1914 ins Militär ein und war bei seiner Entlassung zum Offizier aufgestiegen. Seine Frau lernte er nach einer Thypus-Infektion im Feldlazarett kennen, wo sie als Krankenschwester arbeitete. Das Paar heiratete 1919 und Otto wurde als zweites Kind geboren. Isaak fand Arbeit als Immobilienmakler und kehrte nicht mehr zur Jura zurück.
Otto besuchte die Grundschule und dann das Chajes Gymnasium, einer jüdischen Schule, in der die Kinder vor antisemitischen Ausschreitungen geschützt waren. Nach dem Anschluss Österreichs im März 1938 fühlte der Junge auf dem täglichen Schulweg in Begleitung der reißerischen Werbung des Stürmers, dass eine neue, schlechtere Zeit angebrochen war. Eines Tages auf dem Nachhauseweg traf er einen Bekannten, der ihm mitteilte, dass er sich im Hotel Metropol für einen Transport aus Wien angemeldet habe. Ohne sich mit seinen Eltern abzustimmen, stellte sich Otto in die Schlange und wurde als 359stes von 360 Kindern erfasst. Er erhielt eine Liste von Dingen, die er zu packen habe. Seine Eltern stimmten zu und so verließ Hutter mit dem ersten Kindertransport seine Heimat in Richtung Großbritannien.
Seine ältere Schwester Rita würde ihm sechs Monate später nach England folgen. Anders als Hutter kam sie nicht in einem Kindertransport, für den sie zu alt war, und fand in ihrem Leben in England keine Erfüllung. Seine Eltern konnten trotz der Verhaftung des Vaters in den Novemberpogromen der ersten Welle entkommen. Hutter konnte ihre Flucht später bis in die Region von Lwiw nachvollziehen und vermutet, dass sie in den dortigen Pogromen am 15. Januar 1943 ums Leben kamen.
In England nahm ihn die Familie Blaxill aus Colchester als Pflegekind auf. Der Vierzehnjährige besuchte als einer von zwei Jungs der Gruppe ab 1939 das prestigeträchtige Bishop’s Stortford College, einem großen Internat im Hertfordshire. Er hatte alle Angebote abgelehnt, ein Handwerk zu erlernen, da er sich die väterlichen Ratschläge bezüglich einer guten Bildung zu Herzen nahm. Der Junge zeigte gute Leistungen, besonders in Biologie und Chemie und erhielt im Anschluss an die Schule eine Stelle als Laborassistent in den Wellcome Physiological Research Laboratories in Beckenham. Berufsbegleitend reiste er zweimal wöchentlich nach London, wo er am Chelsea Polytechnic Physiologie lernte. Einer Seiner Lehrer dort war Roderic Alfred Gregory. Zudem hörte er an den Wochenenden am Birkbeck College Chemievorlesungen. 1946 (oder 1947) nahm er die britische Staatsangehörigkeit an. Nach dem Zweiten Weltkrieg schloss Hutter sein Studium 1953 zum B.Sc. und zum Ph.D am University College London ab. Sein Doktorvater war Charles Lovatt Evans.
Mit einem Stipendium der Rockefeller-Stiftung arbeitete er mit Stephen W. Kuffler am Johns Hopkins Hospital in Baltimore. In seinem zweiten Jahr in Baltimore wurde Hutter mit dem Deutschen Wolfgang Trautwein für Messungen an der motorischen Endplatte gepaart. Trautwein wollte am Herzen arbeiten und so untersuchten sie zwei Muskelgruppen, darunter auch das Herz. Die von Hutter und Trautwein produzierten Fotos der Vorgänge wurden übliche Abbildungen in der medizinischen Fachliteratur. Dabei arbeiteten die beiden mit völlig unzulänglichen Mitteln; beispielsweise musste Hutter seine Mikroelektroden aus Glas über einem Bunsenbrenner selbst ziehen und die Kamera war kaum in der Lage, die schwachen und schnellen Wellen aufzuzeichnen. Denis Noble, ein späterer Doktorand Hutters, beschrieb, dass in Hutters Fall eine unglaubliche Handfertigkeit gepaart mit unendlicher Geduld eine Rolle spielten.
Nach seiner Rückkehr, 1955, nahm er seine Tätigkeit als Dozent der physiologischen Abteilung am University College London auf. Ab 1961 war er beim National Institute for Medical Research beschäftigt, bevor er 1971 nach Glasgow wechselte. In Glasgow wurde er auf die Regius Professur berufen, die er bis zu seiner Emeritierung 1990 beibehielt. Hutters Nachfolger in der Professur wurde Ian McGrath. Nach seinem Rückzug von der Professur schrieb er weiter und vertiefte seine Holocaust-Forschungen. Er zog mit seiner Frau nach Bournemouth, in Wohnortnähe einer seiner Töchter.

## Forschung
Hutters Forschungsinteressen konzentrierten sich auf das Gebiet der neuromuskulären und synaptischen Informationsübertragung zur Herz- und Skelettmuskulatur.  Gemeinsam mit Trautwein beschrieb Hutter als erster das elektrische Verhalten der Zellen im Herzen. Ihre Arbeiten zu den Zusammenhängen zwischen dem Nervensystem und den elektrischen Funktionen des Herzens legten Grundlagen für die Entwicklung moderner Herzschrittmacher. Dabei entschlüsselten sie, wie verschiedene Nervenstränge die Herzfrequenz erhöhen und senken. Die von ihnen entschlüsselten biochemischen und elektrischen Muster wurden zu Kernstücken der modernen Herzmedizin. Hutter interessierte sich in der Folge vermehrt für die Rolle von Kaliumionen und der Ionendiffusion durch Membranen, wo er bald zu einem der weltweit führenden Spezialisten wurde. Seine Forschungen weiteten die Grenzen der Physiologie aus und ermöglichten viele moderne Medikamente, insbesondere für die Behandlung von Herzerkrankungen.
2001 initiierten Hutter und Bernard Wasserstein die Holocaust Memorial Lecture Series, die seither ein fester Termin im Kalender der Universität Glasgow geworden ist.

## Privates
1948, nach Abschluss seines Studiums, heiratete Hutter Yvonne Brown, eine Krankenschwester, die er in den Wellcome Research Laboratories kennengelernt hatte. Das Paar hatte vier Kinder. Yvonne verstarb 2017, nur eine Woche nach ihrem siebzigsten Hochzeitstag. Da einige seiner Enkel in Israel lebten, nahm Hutter im Alter von 95 Jahren die israelische Staatsangehörigkeit an. Otto Hutter verstarb am 22. November 2020 in Bournemouth.

## Ehrungen
1991 berief die Physiological Society Hutter zum Ehrenmitglied und stiftete 2009 den Otto-Hutter-Preis für Verdienste um die physiologische Lehre.